# Liliana Gramberg
Liliana Gramberg nació en Treviso, Italia (8 de julio de 1921 - 21 de marzo de 1996) y fue una grabadora y pintora.

## Vida y carrera
Gramberg nació en Treviso, Italia, en julio de 1921.Asistió a la Universidad de Roma,  antes de mudarse a California en 1950 con una beca Fulbright,  en el Colegio de Artes y Oficios de California. Gramberg
también estudió en la École Supérieur des Beaux-Arts de París .  Era conocida por su trabajo abstracto en grabado , que también enseñó en el Trinity College de Washington D. C.. Organizó exposiciones del arte de Martin Puryear y Sam Gilliam en el Trinity College.  Gramberg murió en Washington D. C. el 21 de marzo de 1996, a la edad de 74 años.